# بيلي ميلز
بيلي ميلز (بالإنجليزية: Billy Mills)‏ هو شاعر أيرلندي، ولد في 1954.